# 墨粉
墨粉或碳粉（toner）是激光打印机或复印机上用于使纸张着色的物质，主要成分为碳、氧化铁和树脂。墨粉由大小约为8-10微米不等的颗粒组成。